# Revolta Politécnica de Atenas

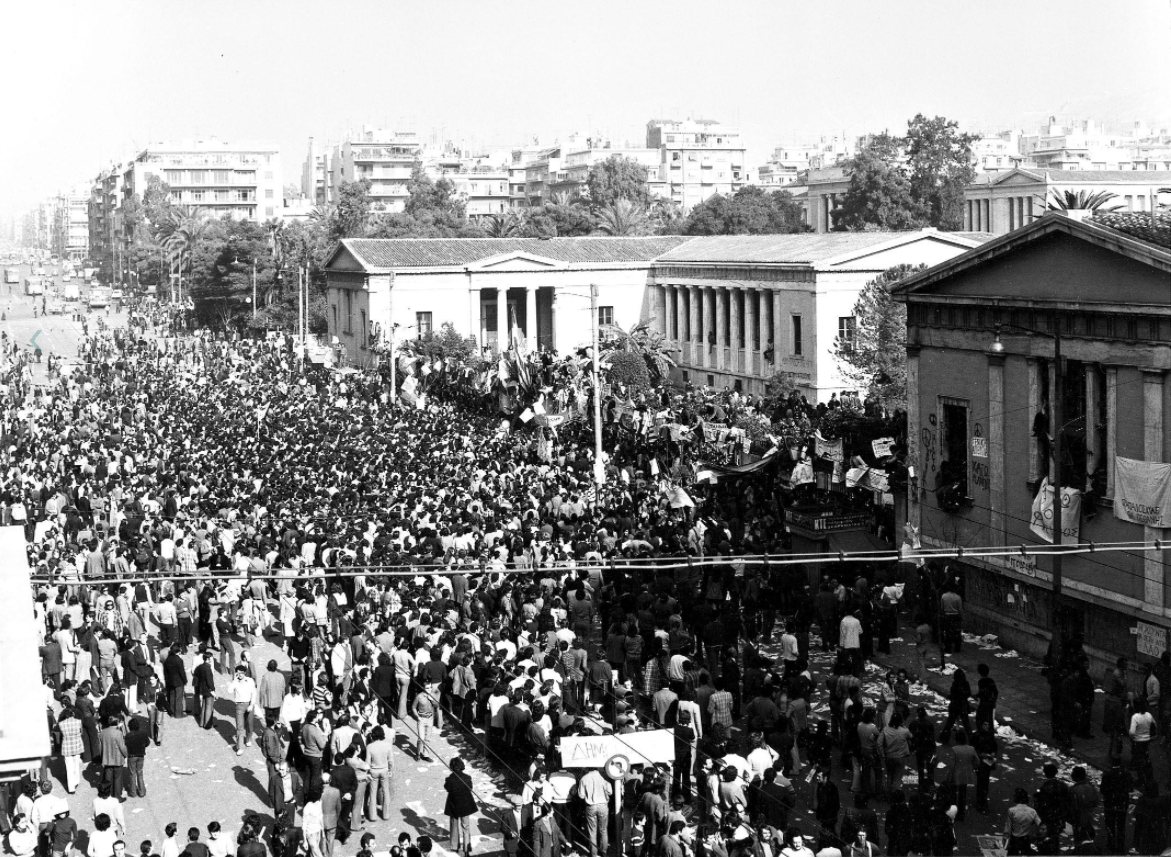
Manifestantes do lado de fora do Politécnico de Atenas na Rua Patission

A revolta politécnica de Atenas ocorreu em novembro de 1973 como uma manifestação estudantil massiva de rejeição popular à junta militar grega de 1967-1974. Começou em 14 de novembro de 1973, escalou para uma revolta aberta contra a junta e terminou em derramamento de sangue no início da manhã de 17 de novembro, após uma série de eventos que começaram com um tanque atravessando os portões da Politécnica de Atenas.

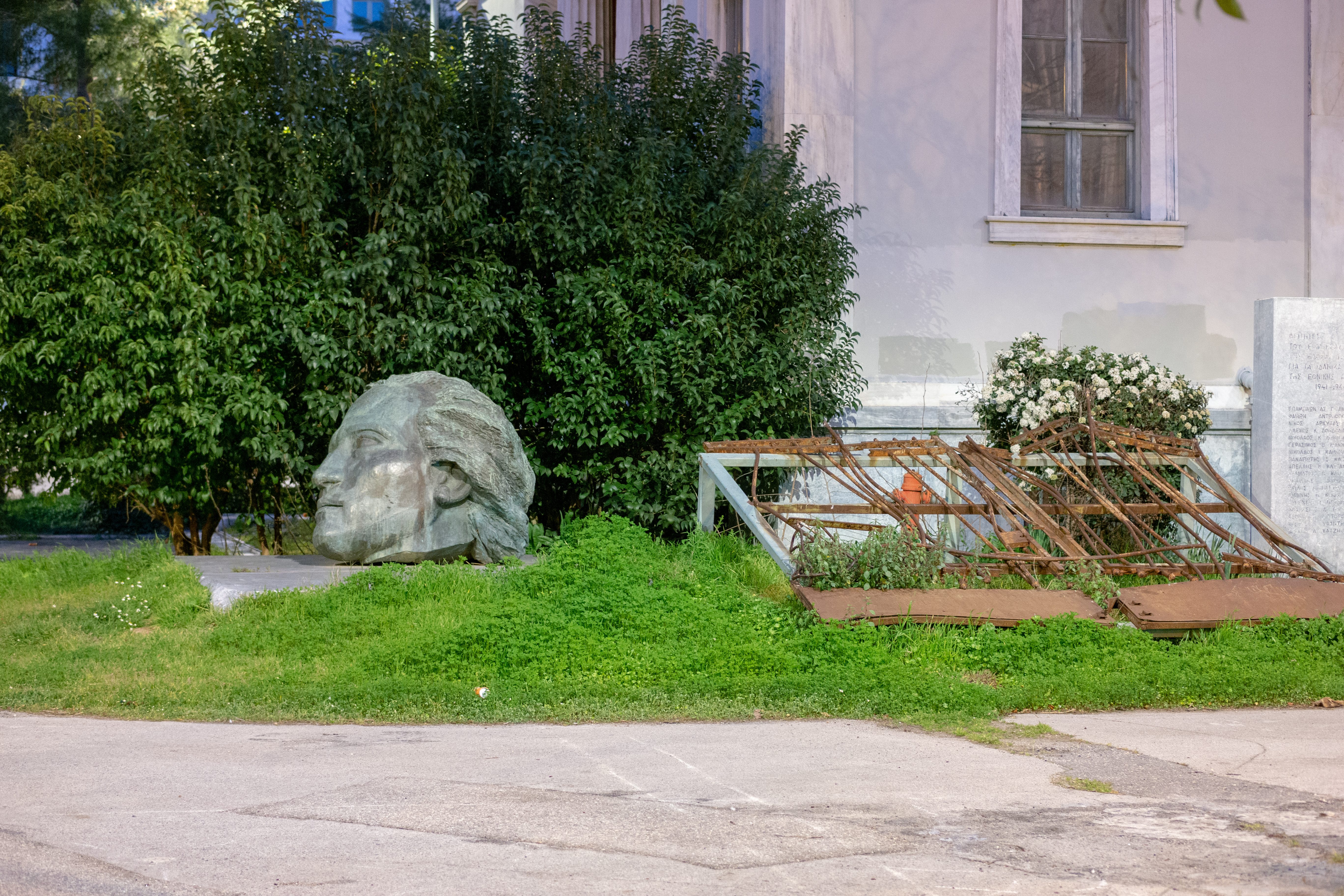
Portão antigo

## Antecedentes
A primeira ação pública massiva contra a junta grega veio de estudantes em 21 de fevereiro de 1973, quando estudantes de direito entraram em greve e se barricaram dentro dos prédios da Faculdade de Direito da Universidade de Atenas, no centro de Atenas, exigindo a revogação da lei que impunha o recrutamento forçado.
Um movimento estudantil antiditatorial estava crescendo entre os jovens, e a polícia utilizou métodos brutais e tortura contra eles, a fim de enfrentar a ameaça.

## Eventos de novembro

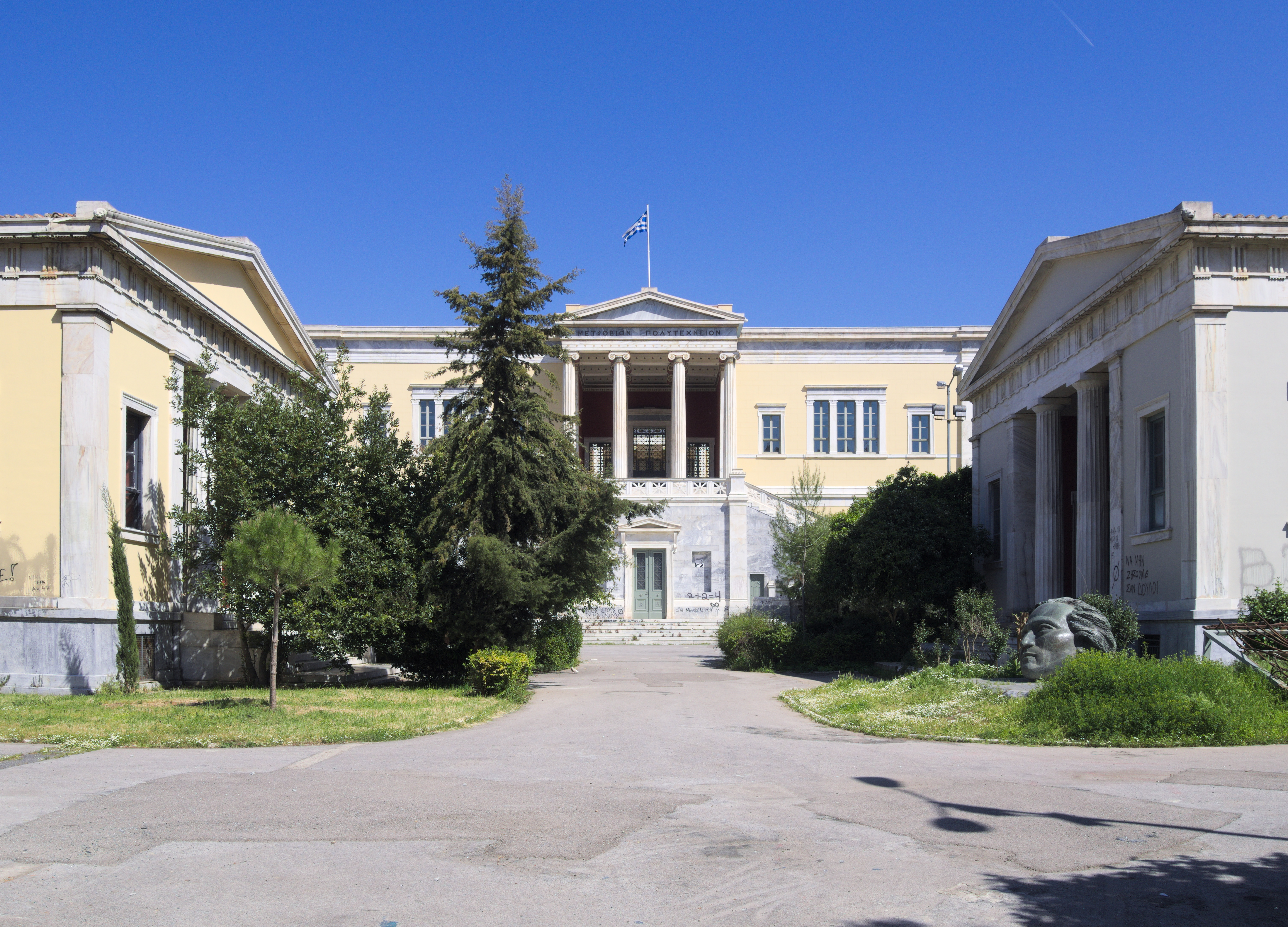
A entrada da Universidade Técnica Nacional de Atenas

Em 14 de novembro de 1973, os estudantes da Politécnica de Atenas (Polytechneion) entraram em greve e começaram a protestar contra a junta militar (Regime dos Coronéis). Enquanto as autoridades aguardavam, os estudantes se autodenominavam "Sitiados Livres" (grego: Ελεύθεροι Πολιορκημένοι, uma referência ao poema do poeta grego Dionýsios Solomós inspirado no cerco otomano de Mesolonghi). Seu principal grito de guerra era:
| “ | Pão-Educação-Liberdade! (Psomí-Paideía-Elefthería) | ” |

Uma assembleia formou-se espontaneamente e decidiu ocupar a Politécnica. Os dois principais partidos estudantis, o marxista pró-soviético A-AFEE e Rigas, não endossaram o movimento. Uma Comissão de Coordenação da Ocupação (CCO) foi formada, mas tinha controle frouxo sobre o levante. A polícia se reuniu do lado de fora, mas não conseguiu invadir as instalações.
Durante o segundo dia da ocupação (muitas vezes chamado de "dia de celebração"), milhares de pessoas de Atenas compareceram para apoiar os estudantes. Um transmissor de rádio foi instalado e Maria Damanaki, então estudante e membro da A-EFEE, popularizou o slogan "Pão-Educação-Liberdade". As demandas da ocupação eram anti-imperialistas e anti-OTAN. Terceiros que se aliaram aos protestos estudantis foram os trabalhadores da construção civil (que montaram um comitê paralelo ao lado do CCO) e alguns agricultores de Mégara, que coincidentemente protestaram nos mesmos dias em Atenas.
 

Na sexta-feira, 16 de novembro, o CCO proclamou que os estudantes pretendiam derrubar a junta. Durante a tarde, ocorreram manifestações e ataques contra ministérios vizinhos. As estradas centrais fecharam, os incêndios eclodiram e os coquetéis molotov foram lançados pela primeira vez em Atenas. Os estudantes se barricaram e construíram uma estação de rádio (usando equipamentos de laboratório) que transmitia repetidamente por Atenas:
Politécnico aqui! Politécnico aqui! Povo da Grécia, o Polytechneion é o porta-bandeira da nossa luta e da sua luta, da nossa luta comum contra a ditadura e pela democracia!"
Na madrugada de 17 de novembro de 1973, o governo de transição enviou um tanque contra os portões da Politécnica de Atenas. Logo depois disso, Spyros Markezinis teve a tarefa de solicitar a Georgios Papadopoulos que reimpusesse a lei marcial.
Uma investigação oficial realizada após a queda da junta declarou que nenhum estudante da Politécnica de Atenas foi morto durante o incidente. No entanto, 24 civis foram mortos fora do campus. Entre eles estão Michael Mirogiannis, de 19 anos, supostamente morto a tiros pelo policial Nikolaos Dertilis, os estudantes do ensino médio Diomedes Komnenos e Alexandros Spartidis do Lycée Léonin, e um menino de cinco anos pego no fogo cruzado no subúrbio de Zografou. Os registros dos julgamentos realizados após o colapso da junta documentam a morte de muitos civis durante o levante e, embora o número de mortos não tenha sido contestado por pesquisas históricas, continua sendo um assunto de controvérsia política. Além disso, centenas de civis ficaram feridos durante os eventos.

## Legado

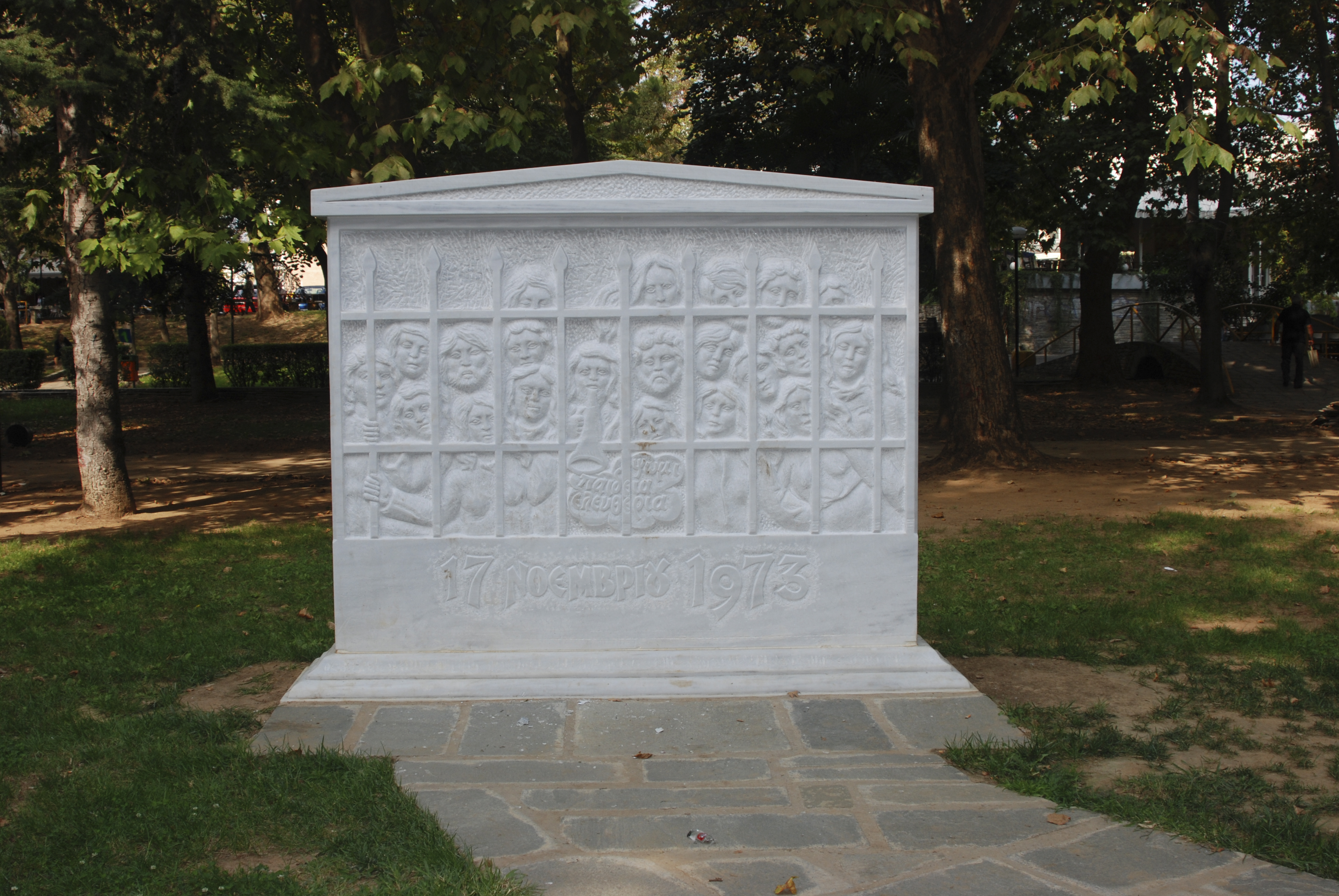
Uma escultura comemorativa da revolta

Uma marcha anual comemora o levante. Em 1980, depois que o governo impediu que os manifestantes passassem pela embaixada americana em Atenas, a polícia matou dois manifestantes.

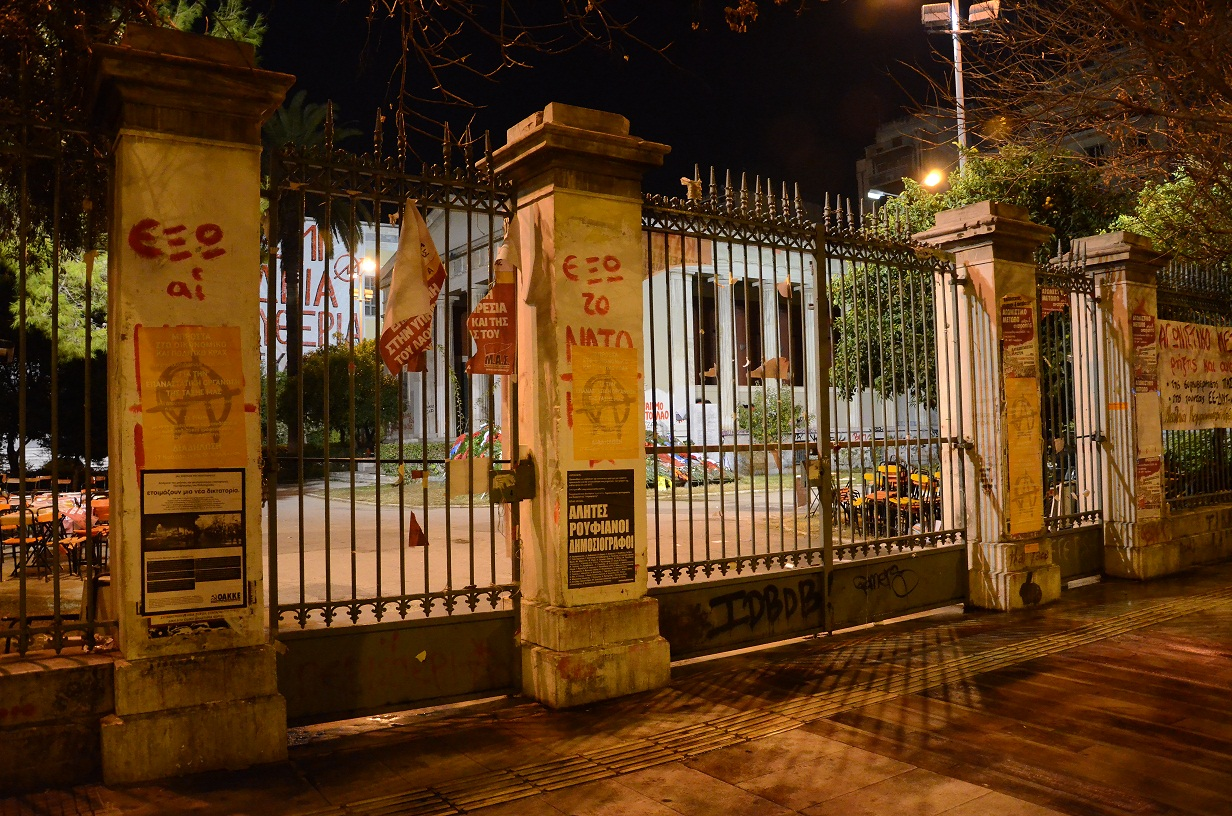
Portão do Politécnico, 17 de novembro de 2011

A luta dos estudantes também teve um efeito duradouro no anarquismo grego. Apesar da influência relativamente pequena dos anarquistas no levante em si, sua visão não realizada tornou-se um grito de guerra para os anarquistas gregos internamente. A agora extinta organização de extrema-esquerda Organização Revolucionária 17 de Novembro recebeu o nome do último dia do levante politécnico.